# James Smith McDonnell
James Smith McDonnell (Denver, 9 aprile 1899 – Saint Louis, 22 agosto 1980) è stato un aviatore statunitense considerato l'antesignano dell'aviazione militare e aerospaziale, fondatore della McDonnell Aircraft Corporation.

## Biografia
Nasce a Denver, in Colorado, ma passa i suoi anni d'infanzia e adolescenza a Little Rock nell'Arkansas, dove si diplomerà nel 1917 presso la Little Rock High School.
McDonnell si laurea in fisica nel 1921 alla Princeton University conseguendo anche la lode. Chiuso il capitolo Princeton si iscrisse al Massachusetts Institute of Technology (MIT) in ingegneria aeronautica ottenendo il Master of Science nella disciplina.
Conseguita la laurea al MIT, 1925, trovò lavoro come ingegnere aerospaziale presso la Huff Daland Airplane con sede in Ogdensburg, New York.
Nel 1928 McDonnell dà vita alla azienda JS McDonnell & Associates, progetta e costruisce il Doodlebug che però ebbe vita breve per l'arrivo della Grande depressione del 1929  causando contemporaneamente la chiusura dell'azienda. 
Comincia a prestare lavoro presso altre aziende fino ad arrivare alla posizione di capo ingegnere alla Glenn L. Martin Aircraft.
Nel 1938 si dimette e un anno dopo, nel 1939, fonda la McDonnell Aircraft Corporation a St. Louis. L'inizio della seconda guerra mondiale fornirà la giusta spinta per la crescita dell'azienda, che arriverà ad essere il principale fornitore di caccia militari statunitensi e realizzerà le prime capsule spaziali che porteranno il primo astronauta americano in orbita.
Nel 1967 la McDonnell Aircraft Corporation ingloba la Douglas Aircraft Company, dando vita alla McDonnell Douglas. Sarà Presidente e CEO dal 1967 al 1972, anno in cui lascia la presidenza al nipote Sanford N. McDonnell e diventa presidente del consiglio di amministrazione, dallo stesso anno fino alla sua morte, avvenuta nel 1980
Nel 1997 la McDonnel Douglas si fonderà con Boeing, con tutto il suo patrimonio, come i caccia da combattimento F-15 Eagle e F/A-18 Hornet.
James McDonnell fu sposato due volte. La prima con Mary Elizabeth Finney, a Baltimore, Maryland, il 30 giugno 1934. Ebbero due bambini, James Smith McDonnell, III (28 gennaio 1936) e John Finney McDonnell (18 marzo 1938). Mary McDonnell morì il 6 luglio 1949. Il secondo matrimonio fu con Priscilla Brush Forney il 1º aprile 1956, già madre di tre figli che vennero adottati.
McDonnell fondò la James S. McDonnell Foundation nel 1950, per il supporto di attività scientifiche e educazionali, e caritatevoli.
McDonnell morì il 22 agosto 1980 e sepolto al Bellefontaine Cemetery di St. Louis.
McDonnell fu messo nella National Aviation Hall of Fame nel 1977.

## Onorificenze
McDonnell Center for the Space Sciences fondato nel 1974.
James S. McDonnell Distinguished University Professorships alla Princeton University.